# Sirk
Sirk (ungarisch Szirk) ist eine Gemeinde in der Mitte der Slowakei, mit 1380 Einwohnern (Stand 31. Dezember 2024) und liegt im Okres Revúca, einem Kreis des Banskobystrický kraj.

## Geographie
Die Gemeinde liegt inmitten des Berglands Revúcka vrchovina (Teil des Slowakischen Erzgebirges) am Bach Východný Turiec, einem der Zuflüsse von Turiec. Östlich des Ortes erhebt sich der Hausberg Železník (814 m n.m.). Das Ortszentrum liegt auf einer Höhe von 361 m n.m. und ist 18 Kilometer von Revúca und 33 Kilometer von Rimavská Sobota gelegen (Straßenentfernung).
Verwaltungstechnisch gliedert sich die Gemeinde in die Ortsteile Červeňany, Sirk und Železník.

## Geschichte
Der Ort wurde zum ersten Mal 1421 als Chyrk schriftlich erwähnt und war anfangs eine gemischte Siedlung für Holzfäller und Bergleute. Schon damals wurden die örtlichen Eisenerzvorräte gefördert. Im Zeitraum 1440–1465 waren die Hussiten, die den nahen Burg Muráň kontrollierten, anwesend. 1555–1566 wurde der Ort von den Türken geplündert und niedergebrannt. Wie das gesamte Herrschaftsgut der Burg Muráň wechselte Sirk Besitzer, wie Rothtal, Széchy, Csáky und schließlich Sturmann. Noch 1720 war Sirk mit 14 Familien nur ein kleiner Ort, danach begann aber die Entwicklung von Bergbau und Hüttenwesen. In der zweiten Hälfte des 19. Jahrhunderts erreichte der Bergbau seinen Höhenpunkt, mit großen Eisenerz-Bergwerken, Öfen und dazugehörenden Siedlung am Hang von Železník, zumeist in den Händen der Rimamurány-Gesellschaft. 1902 wurde noch Magnesitvorkommen entdeckt, die aber man nur in kurzen Zeiträumen gefördert hatte. Bis zum Ende des Ersten Weltkriegs und Zerfall von Österreich-Ungarn gab es in den Bergwerke zahlreiche Streiks gegen die Ausbeutung durch die Aufsicht. Trotz entwickelter Infrastruktur wurde 1965 der ganze Komplex stillgelegt.

## Bevölkerung
| Jahr                | 1994 | 2004    | 2014     | 2024     |
| ------------------- | ---- | ------- | -------- | -------- |
| Anzahl der Personen | 976  | 1044    | 1173     | 1380     |
| Unterschied         |      | +6,96 % | +12,35 % | +17,64 % |

| Jahr                | 2023 | 2024    |
| ------------------- | ---- | ------- |
| Anzahl der Personen | 1369 | 1380    |
| Unterschied         |      | +0,80 % |

Ergebnisse nach der Volkszählung 2001 (1044 Einwohner):
| Nach Ethnie: - 94,54 % Slowaken - 3,64 % Zigeuner - 0,77 % Magyaren - 0,48 % Tschechen | Nach Religion: - 47,61 % konfessionslos - 30,94 % evangelisch - 17,72 % römisch-katholisch - 1,82 % keine Angabe |

## Sehenswürdigkeiten
- evangelische Kirche von 1785

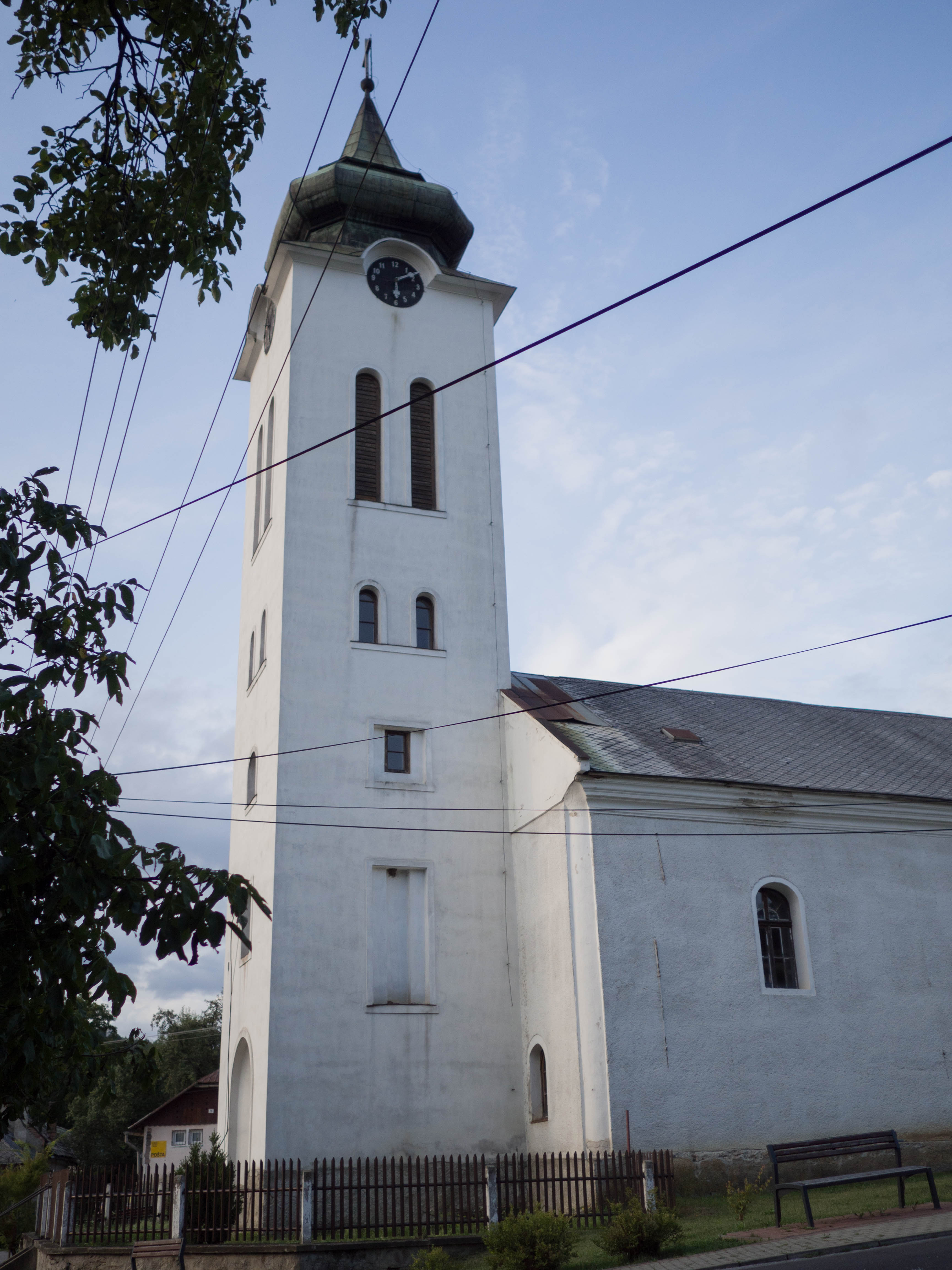
Evangelische Kirche in Sirk

- Hochofen in Červeňany, technisches Denkmal